# Echinogammarus berytensis
Echinogammarus berytensis is een vlokreeftensoort uit de familie van de Gammaridae. De wetenschappelijke naam van de soort is voor het eerst geldig gepubliceerd in 1976 door Alouf.